# オドリコソウ
オドリコソウ（踊子草、続断、学名：Lamium album var. barbatum）は、シソ科オドリコソウ属の多年草。
基本種は、タイリクオドリコソウ（Lamium album var. album）

## 分布と生育環境
北海道、本州、四国、九州（及び朝鮮半島、中国）に分布し、野山や野原、半日陰になるような道路法面に群生する。

## 特徴
高さは30-50cmくらいになる。葉は対生し、その形は卵状3角形から広卵形で上部の葉は卵形で先がとがり、縁は粗い鋸歯状になり、基部は浅心形で葉柄がある。
花期は4～6月、唇形で上唇は兜型、下唇は突き出して先端は2つに分かれた、白色またはピンク色の花で、数個輪生状態になって茎の上部の葉腋に数段につける。花のつき方が、笠をかぶった踊り子達が並んだ姿に似る。
花の基部に蜜があり、観察実験の材料ともなる。

## 近縁種
- ヒメオドリコソウ（姫踊子草、学名：Lamium purpureum L.[2][9]）
- ホトケノザ（仏の座、学名：Lamium amplexicaule L.[7][10]）

## 画像

白花

## 名前の由来
和名オドリコソウは、「踊子草」の意で、花が輪生したようすが、笠をかぶって踊る踊子に似ていることによる。
種小名 album は、「白色の」の、変種名 barbatum は、「芒のある」「ひげの生えた」の意味。